# 羅振榮
羅振榮（1961年11月30日—），為台灣的棒球選手之一。

## 經歷
- 嘉義市垂楊國小少棒隊
- 嘉義市崇文國小少棒隊
- 台南市復興國中青少棒隊
- 嘉義市大業國中青少棒隊
- 台南市南英商工青棒隊
- 嘉義市東吳高工青棒隊
- 空軍虎風棒球隊
- 台灣電力棒球隊
- 嘉義市大業國中青少棒隊教練
- 1992，參加第二十五屆巴塞隆納奧運會中華成棒代表隊。

## 外部連結
- 羅振榮在台灣棒球維基館上的頁面（繁體中文）